# Lista de membros titulares da Academia Brasileira de Ciências empossados em 1983
Esta lista contém os nomes dos membros titulares da Academia Brasileira de Ciências empossados em 1983.
| Imagem | Nome                   | Datas de nascimento e falecimento             | Local de nascimento | Área de especialização | Alma mater | Data de posse         | Conhecido por           | Referências |
| ------ | ---------------------- | --------------------------------------------- | ------------------- | ---------------------- | ---------- | --------------------- | ----------------------- | ----------- |
|        | Ernesto Paterniani     | 17 de fevereiro de 1928 18 de junho de 2009   | São Paulo, SP       | Ciências Agrárias      | USP        | 25 de janeiro de 1983 |                         |             |
|        | Maurício Rocha e Silva | 19 de setembro de 1910 19 de dezembro de 1983 | Rio de Janeiro, RJ  | Ciências Biomédicas    | UFRJ       | 25 de janeiro de 1983 | Descobriu a bradicinina |             |